# 塞萨里乌兰日
塞萨里乌兰日是巴西圣保罗州的一个市镇。总面积190.189平方公里，总人口14162人，人口密度74.5人/平方公里。